# Bjorn Leukemans

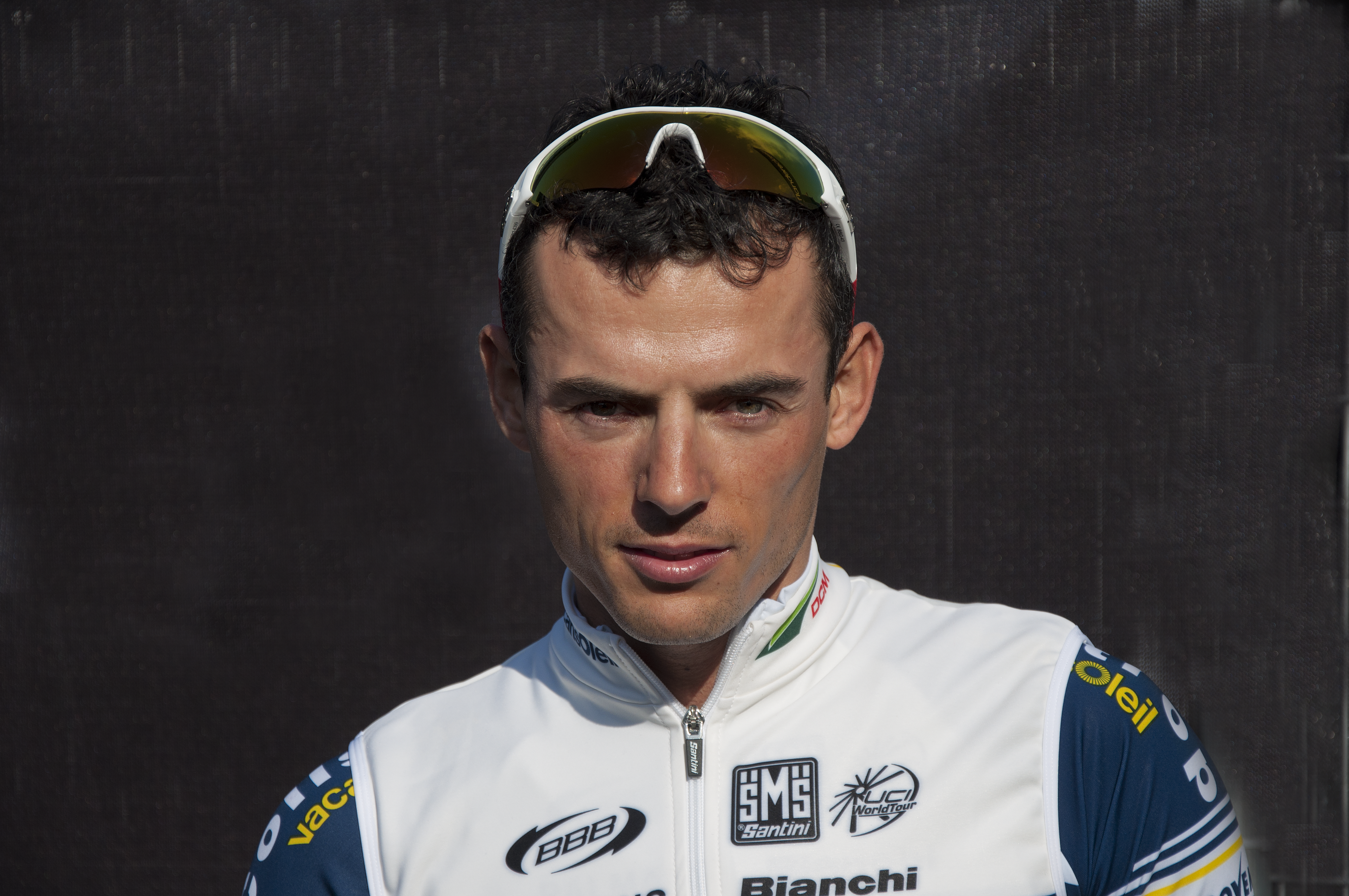
Bjorn Leukemans (2012)

Bjorn Leukemans (* 1. Juli 1977 in Deurne) ist ein belgischer Radrennfahrer.
Bjorn Leukemans begann seine Karriere im Jahre 2000 beim belgischen Radsportteam Vlaanderen 2002. 2002 war er im Grote Prijs Beeckman-De Caluwé erfolgreich. Nach zwei Jahren wechselte er zu Palmans-Collstrop und nach weiteren zwei Jahren zu MrBookmaker.com. Hier konnte er 2004 seinen ersten Profisieg erringen. Bei der Belgien-Rundfahrt gewann er die fünfte Etappe. Ab 2005 fuhr Leukemans für das belgische ProTeam Davitamon-Lotto.
Im September 2007 wurde Leukemans bei einer Trainingskontrolle positiv auf Testosteron getestet. Daraufhin sperrte ihn der belgische Verband im Januar 2008 für zwei Jahre.
Nach Ablauf seiner Sperre wurde Bjorn Leukemans im Jahr 2009 Mitglied der niederländischen Mannschaft Vacansoleil und konnte 2010 bis 2013 viermal in Folge den Druivenkoers und 2011 die Tour du Limousin gewinnen.

## Erfolge
2000
- eine Etappe Dekra Cup

2004
- eine Etappe Belgien-Rundfahrt

2007
- eine Etappe Österreich-Rundfahrt

2009
- eine Etappe Étoile de Bessèges

2010
- Druivenkoers

2011
- Gesamtwertung und eine Etappe Tour du Limousin
- Druivenkoers

2012
- Druivenkoers

2013
- Druivenkoers

2014
- eine Etappe Tour du Limousin

2015
- Ronde van Limburg
- GP Jef Scherens

## Teams
- 2000 Vlaanderen 2002-Eddy Merckx
- 2001 Vlaanderen-T Interim
- 2002–2003 Palmans-Collstrop
- 2004 MrBookmaker.com-Palmans
- 2005–2006 Davitamon-Lotto
- 2007 Predictor-Lotto
- 2009–2013 Vacansoleil
- 2014 Wanty-Groupe Gobert
- 2015 Wanty-Groupe Gobert